# Southerberg
Das Naturschutzgebiet Southerberg liegt auf dem Gebiet der kreisfreien Stadt Leverkusen in Nordrhein-Westfalen. Das Gebiet liegt im Norden der Kernstadt von Leverkusen in einem Dreieck zwischen der Autobahn A 3 im Westen und der Güterzug-Bahnlinie nach Düsseldorf im Nord-Osten. Die südliche Grenze liegt etwa auf Höhe des Autobahn A3 - Rastplatzes Reusrather Heide.

## Beschreibung
Das etwa 15 ha große Gebiet wurde im Jahr 1987 unter der Schlüsselnummer LEV-013 unter Naturschutz gestellt.
Das Landesamt für Natur, Umwelt und Verbraucherschutz in NRW beschreibt in seiner Fachinformation das Naturschutzgebiet als

„eine feuchte Talmulde, an die im Süden ein nach Norden exponierter Hang angrenzt. Entwässerungsgräben bringen aus dem Westen unter der Autobahn durch Wasser ins Gebiet. Hier vereinigen sie sich in einem Graben, der nach Osten zieht, um das Wasser unter der Bahnlinie aus dem Gelände zu bringen. Hauptsächlich steht feuchter Birken-Eichenwald an, der von Feuchtwiesen und Grauweidengebüsch durchsetzt ist. Die Begrenzung nach Osten bildet ein Schilfröhricht. Ein kleiner Erlenwald liegt im Westen inmitten des Eichenwaldes. Der Hang wird gebildet aus Fettwiesen, die zur Hälfte von einer Hecke umgeben sind. In Leverkusen ist dies der einzige feuchte Birken-Eichenwald. Mit seiner kleinräumigen Vernetzung ist es eins der strukturreichsten Gebiete hier. Am Rande der bergischen Sandterrasse gelegen vermittelt das Gebiet im Biotopverbund zwischen dem Further Moor und dem Bürgerbusch. Die wichtigsten Maßnahmen sind der Erhalt der feuchten Bodensituation und die extensive Nutzung der Wiesen. Zum Erhalt der Hecke sind gelegentliche Schnitte notwendig, während der Wald sich selbst überlassen werden sollte.“

Eine Kartierung der Biologischen Station aus dem Jahr 2015 ergab eine große Zahl bemerkenswerter und teils seltener Pflanzenarten (in Klammern: Rote Liste - Einstufung) im Gebiet, u. a.: Breitblättrige Stendelwurz (Epipactis helleborine), Eibe (Taxus baccata) (RL 3), Geflecktes Knabenkraut (Dactylorhiza maculata) (RL S), Großes Zweiblatt (Listera ovata), Kuckucks-Lichtnelke (Lychnis flos-cuculi) (RL S) und Sumpf-Schafgarbe (Achillea ptarmica) (RL V).

## Schutzziele
Als Schutzziel wurde der Erhalt und Schutz eines feuchten bis nassen Grünland-Waldkomplexes formuliert.

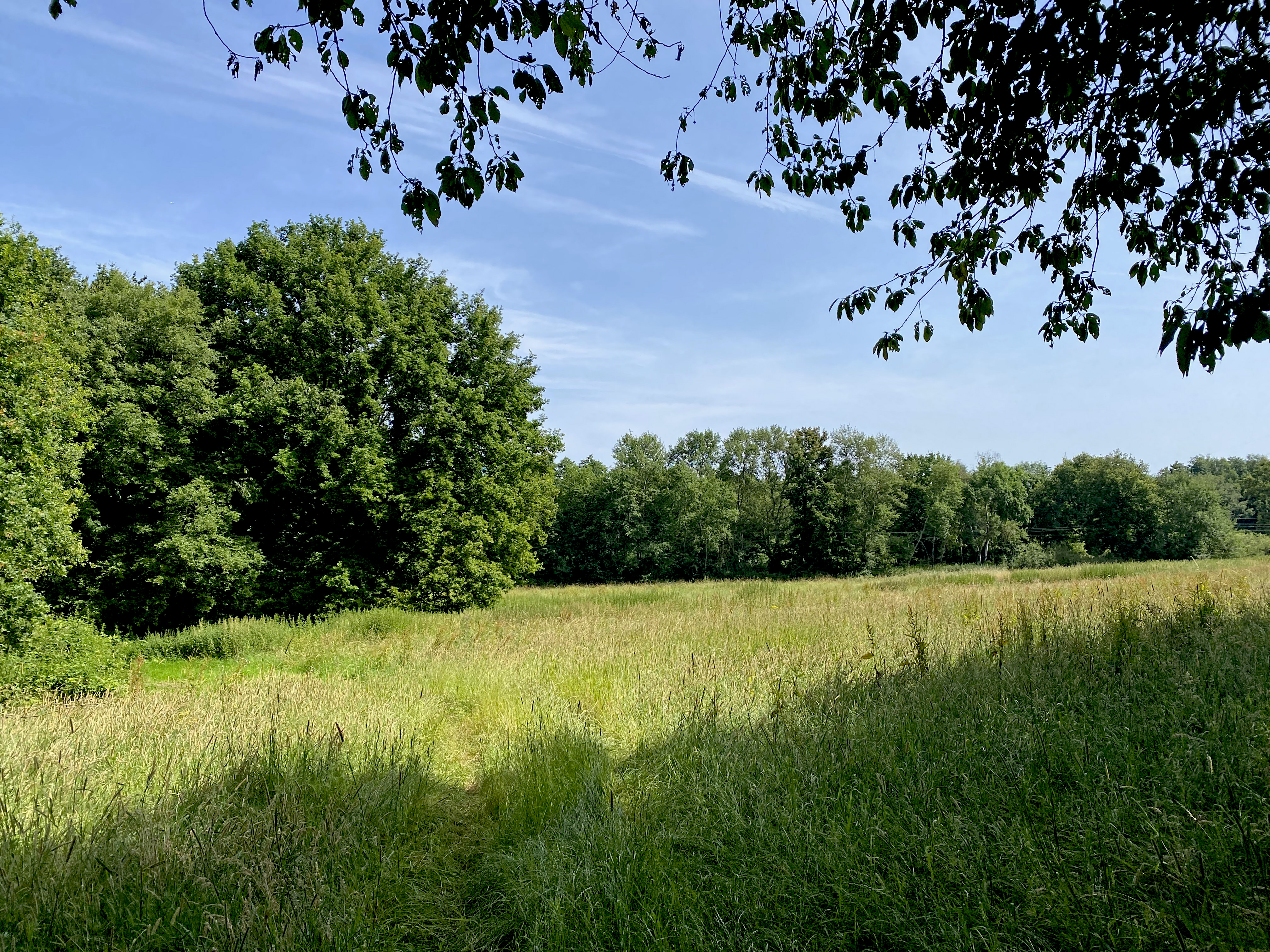
Untere, östliche große Wiesenfläche, umrahmt mit Hecken und Wald
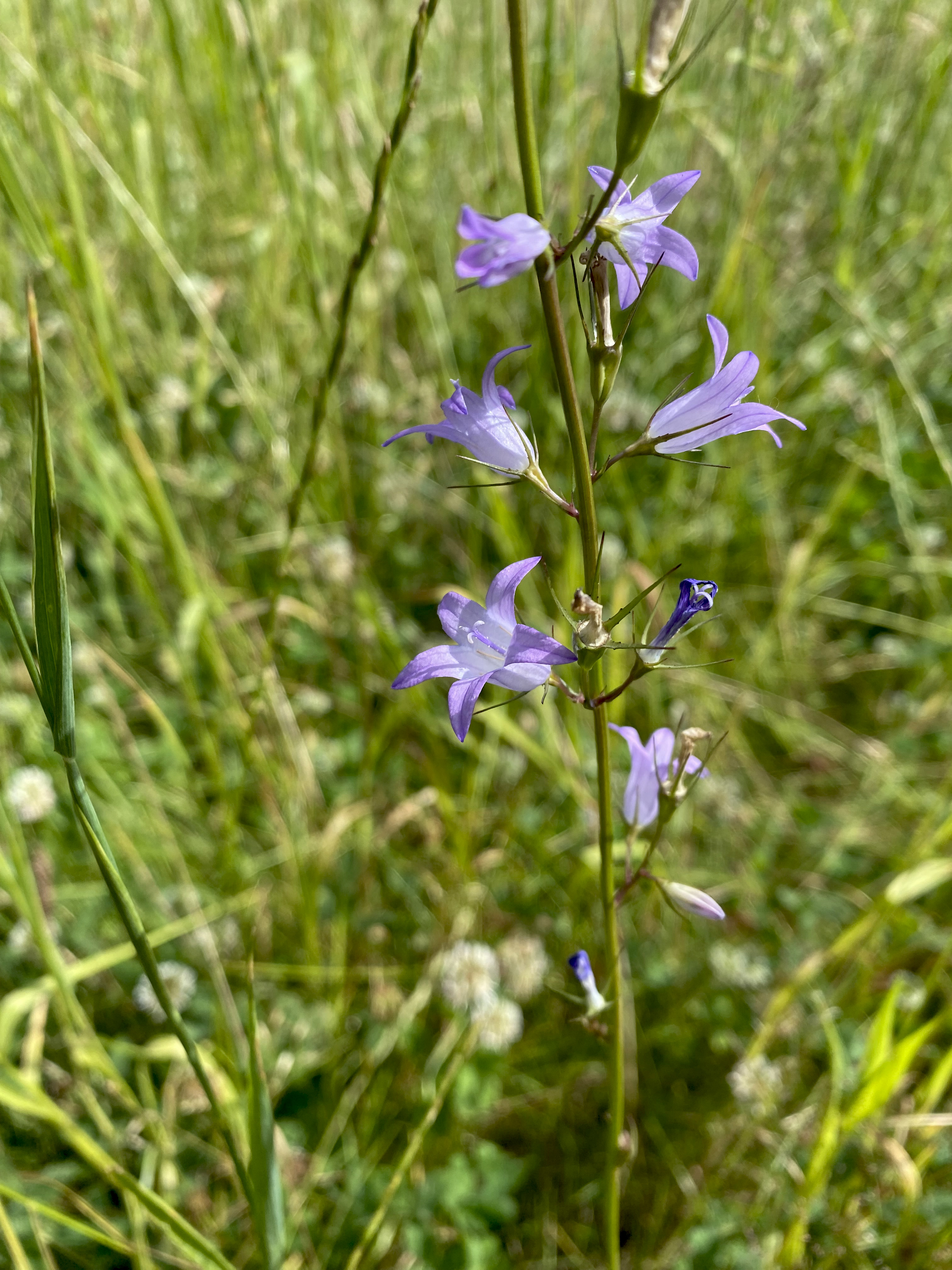
Rapunzel-Glockenblume im NSG
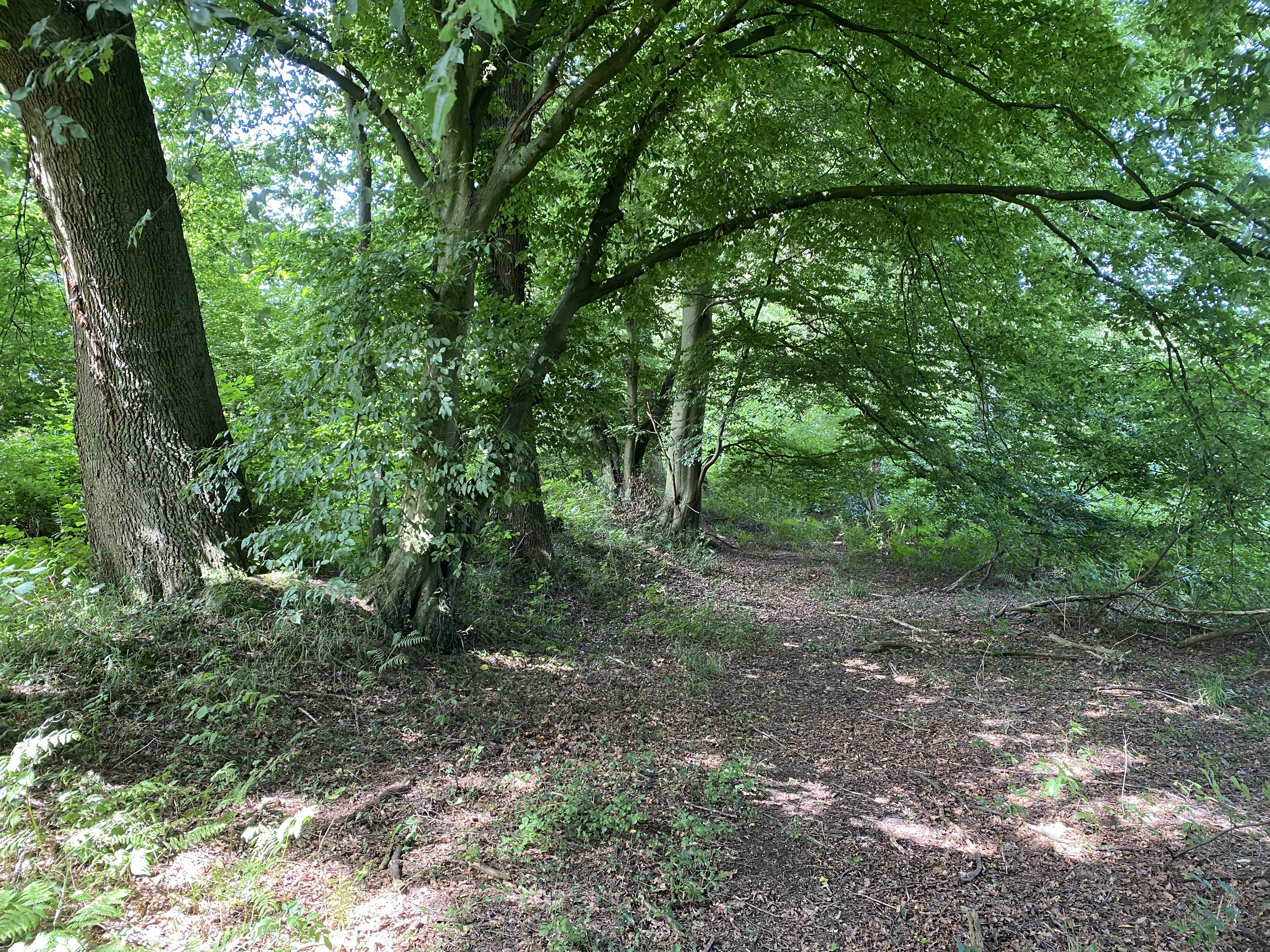
Alte Bäume im NSG
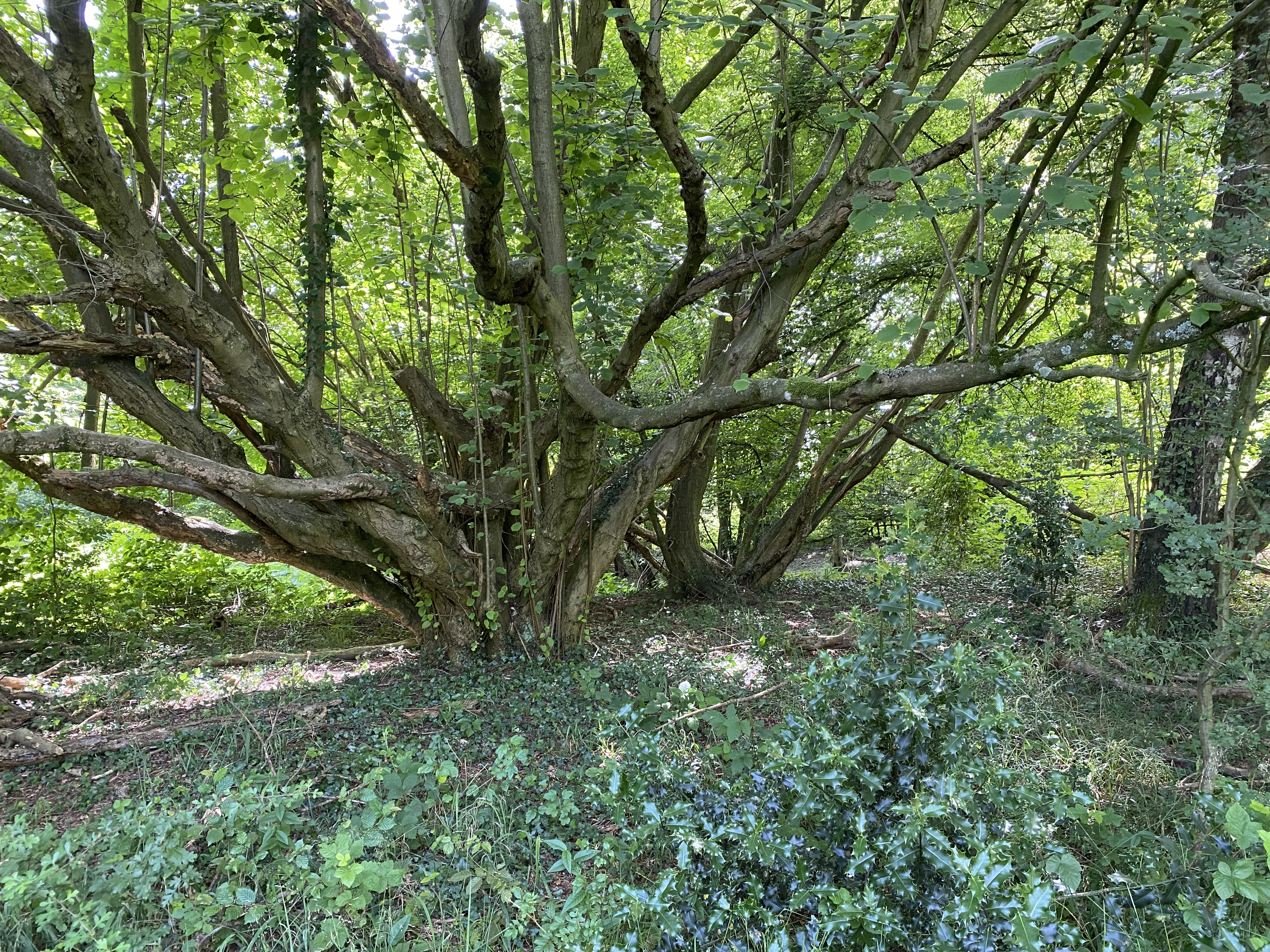
Feuchter Wald entlang der Bahnlinie
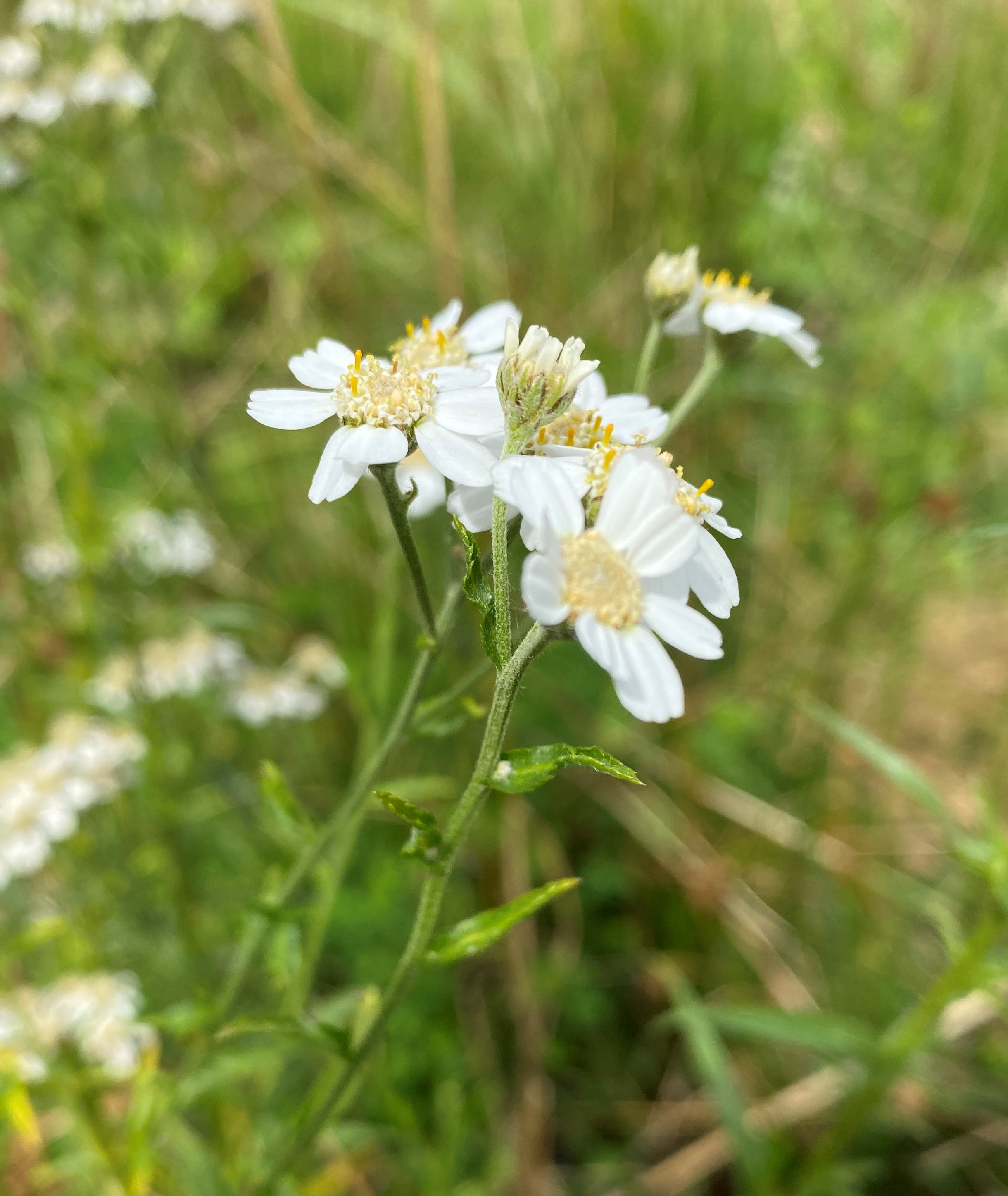
Sumpf-Schafgarbe
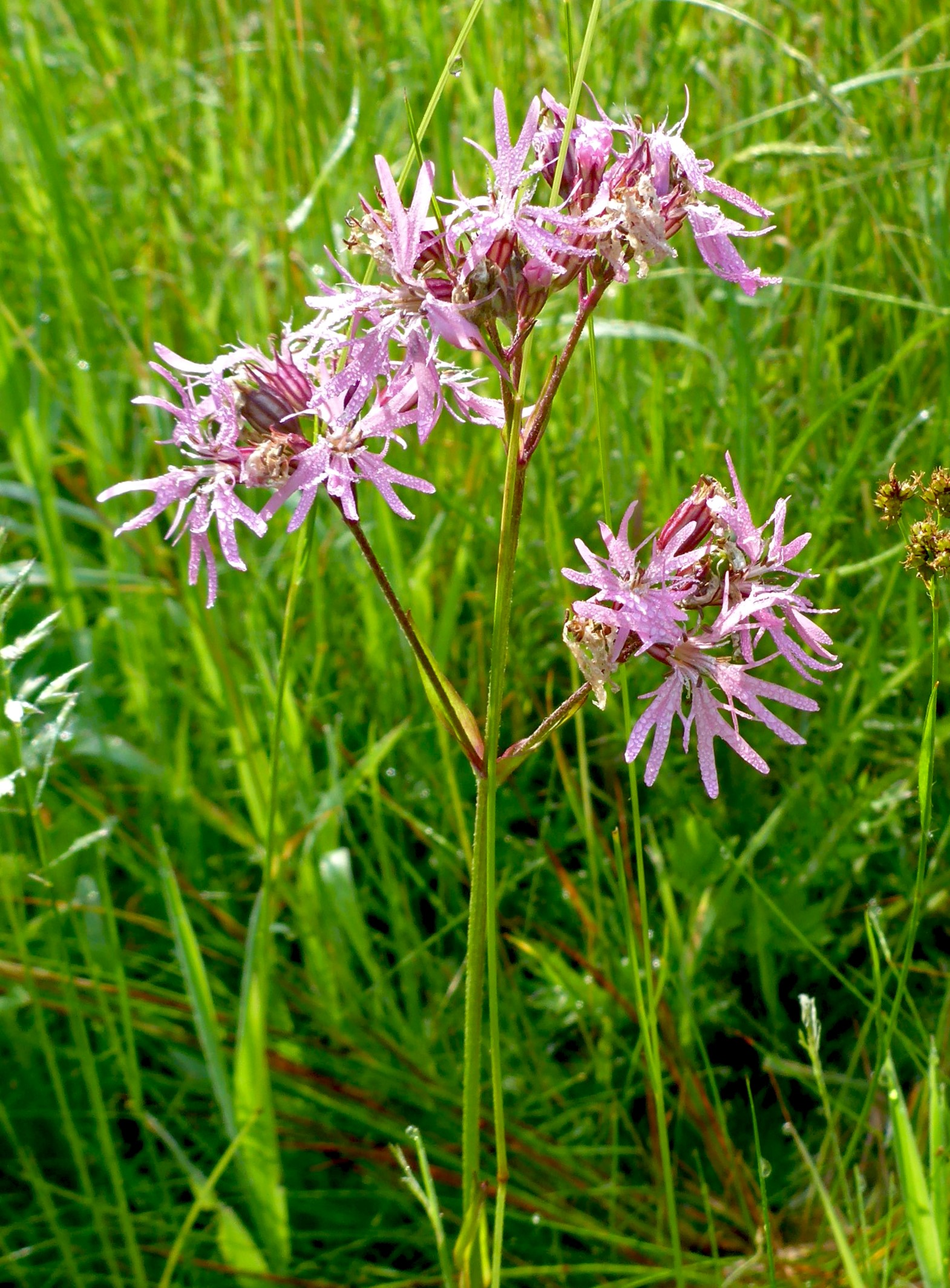
Kuckucks-Lichtnelke - auf feuchter Wiese heimisch
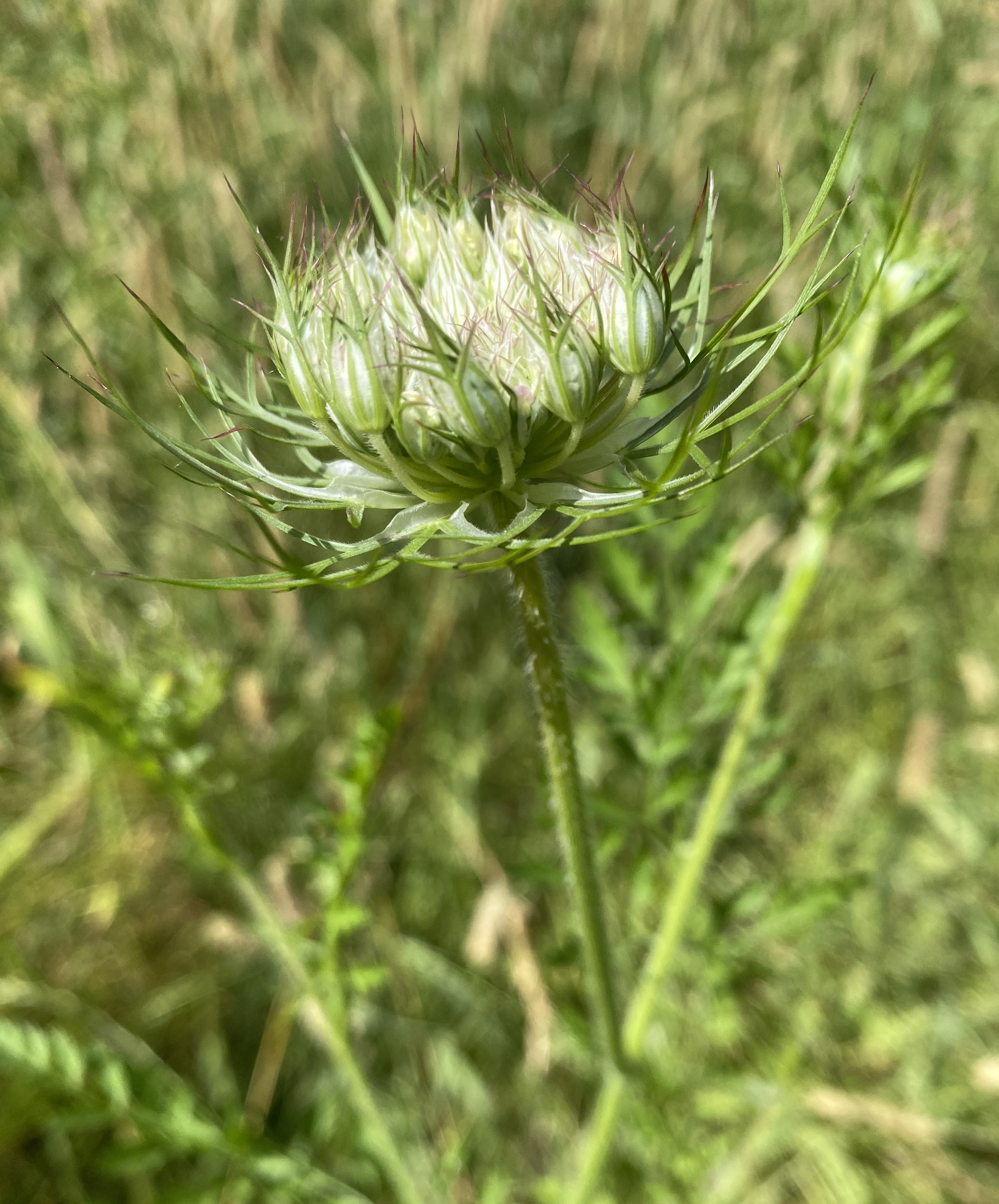
Wilde Möhre liebt die höheren, trockenen Bereiche des NSG
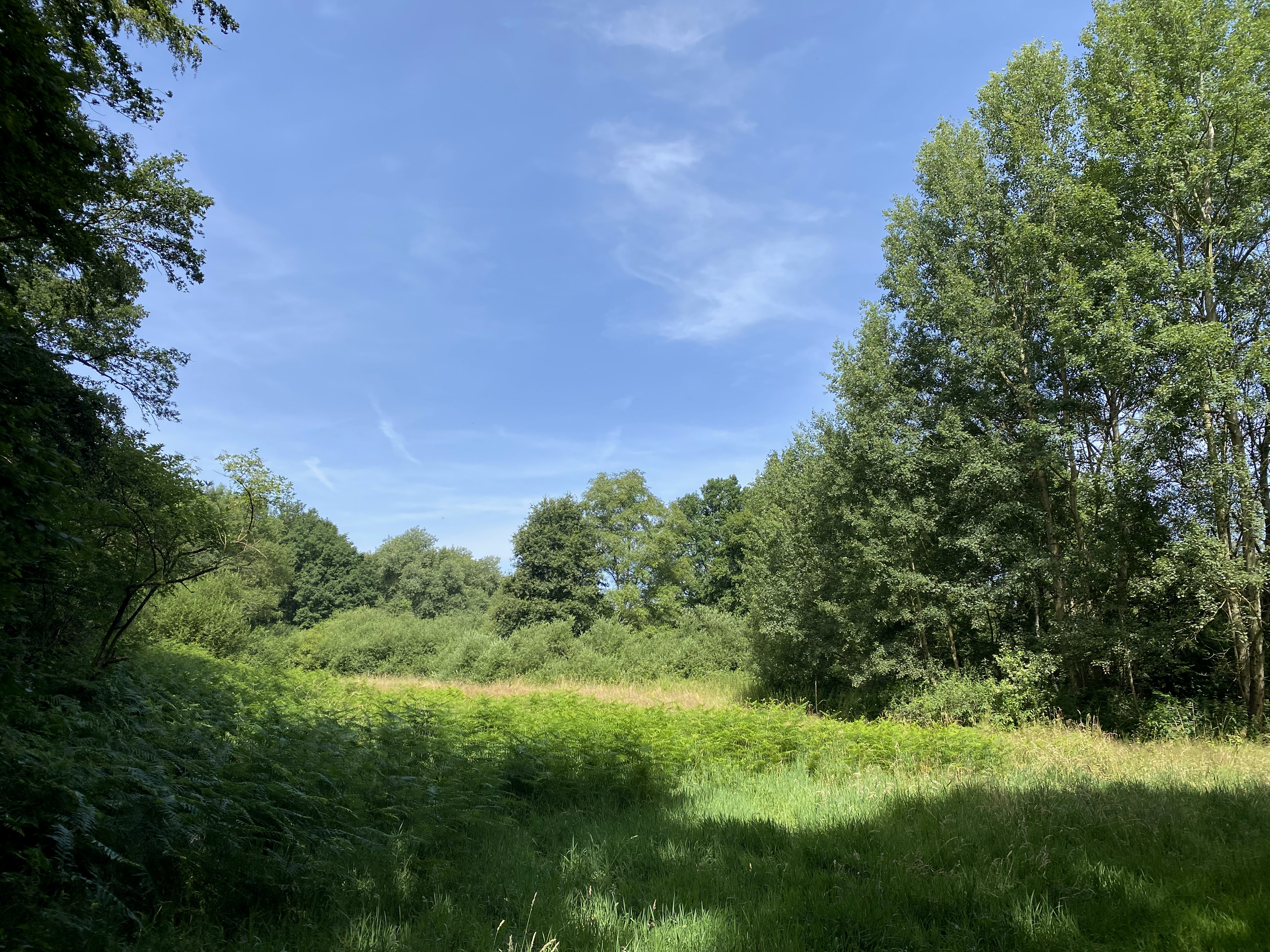
Landschaftsmosaik aus offenen Wiesen, Hecken und Wald
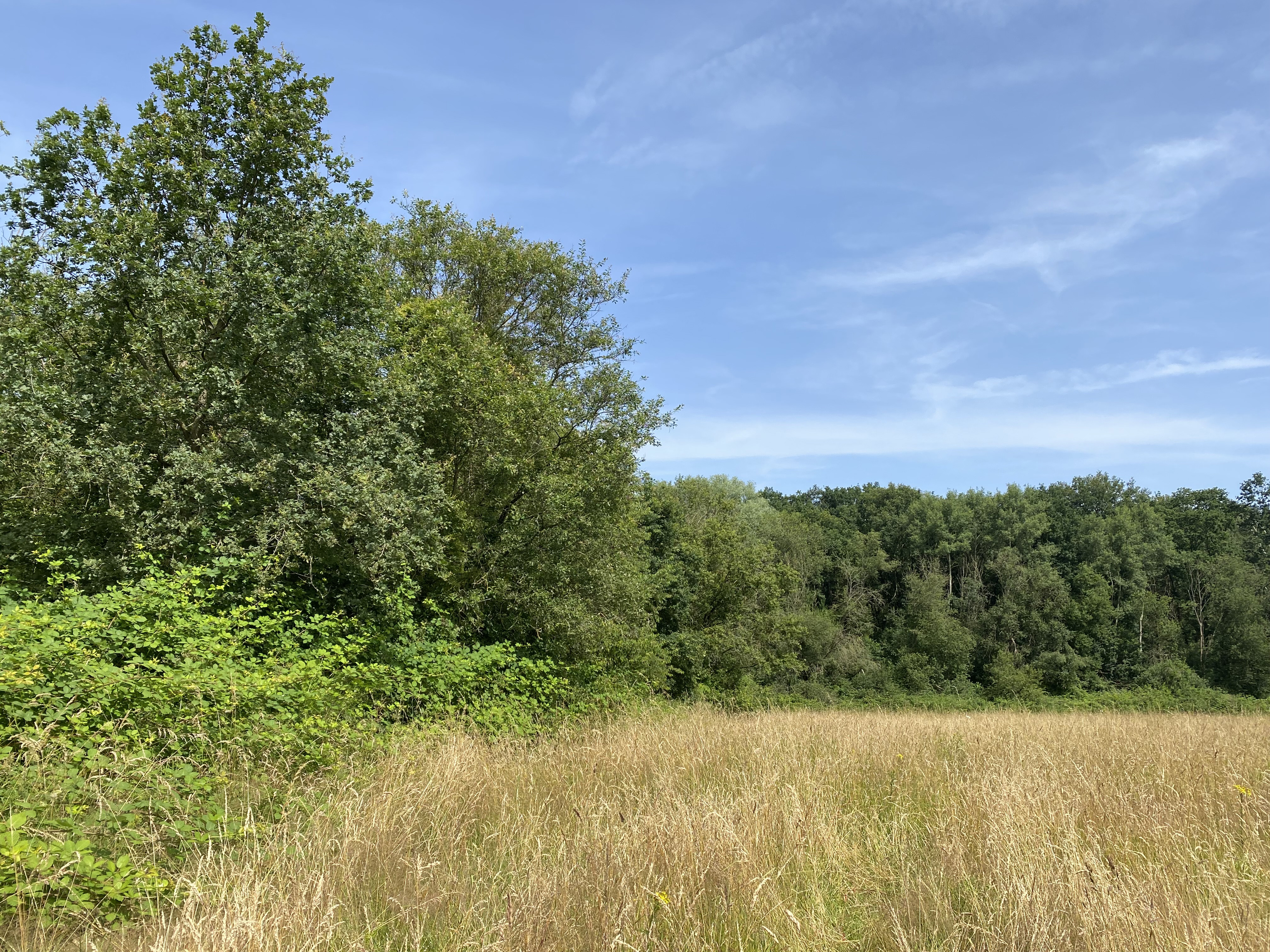
Hecken (links) und feuchter Erlenwald (Hintergrund) umrahmen große, extensiv genutzte Wiese
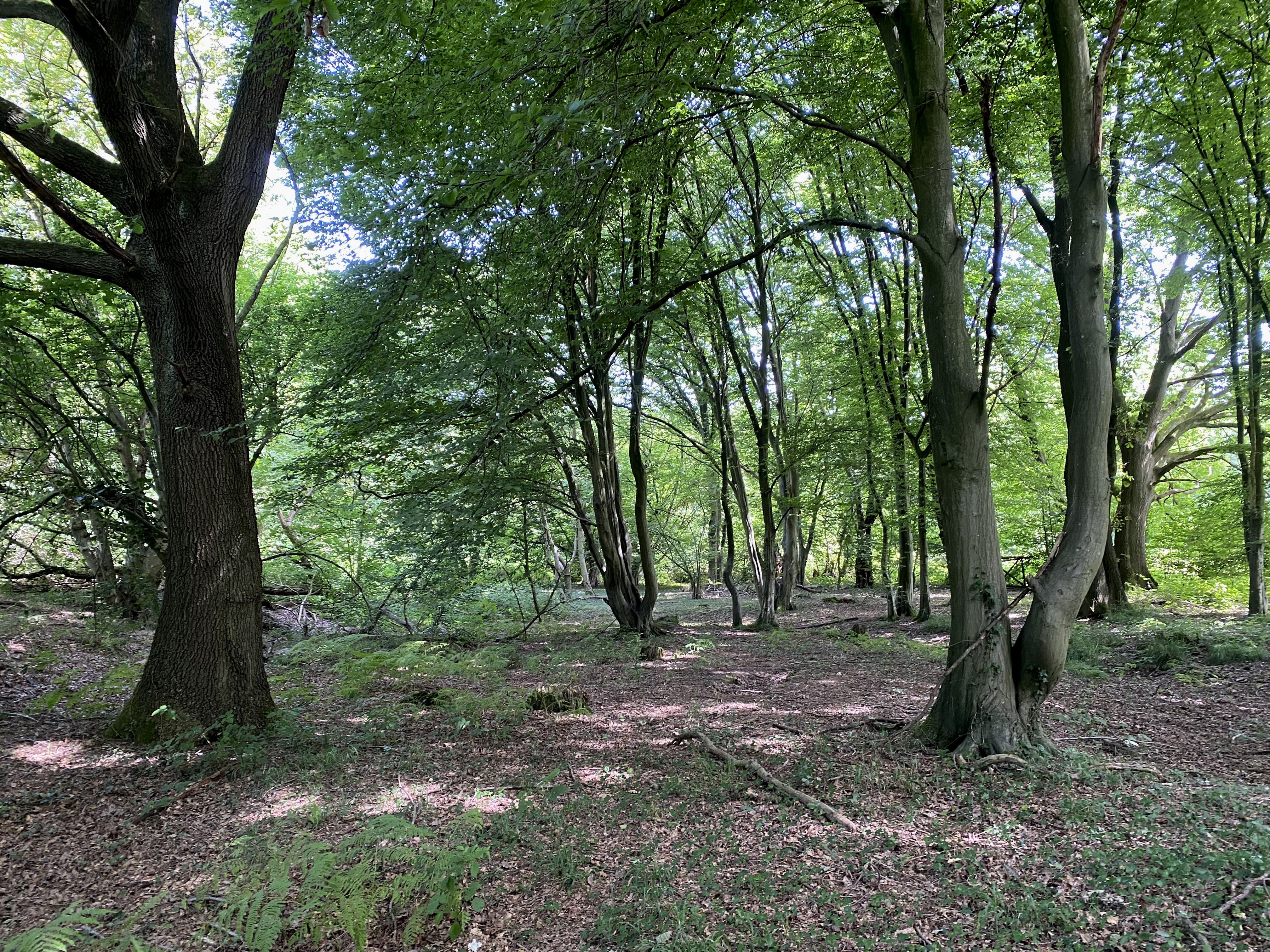
Wald mit Starkholz